# Permanent Record: Al in the Box
Permanent Record: Al in the Box é uma box set do músico norte-americano "Weird Al" Yankovic, lançado em 1994 pela gravadora Scotti Brothers Records. Contém canções dos seus oito álbuns de estúdio, mais a inédita "Headline News".

## Faixas
Disco 1
1. "My Bologna" (versão do single da Capitol Records) – 2:20
2. "Another One Rides the Bus" – 2:35
3. "Happy Birthday" — (versão Placebo E.P.) – 2:36
4. "I Love Rocky Road" – 2:34
5. "Ricky" – 2:34
6. "Polkas on 45" – 4:18
7. "Midnight Star" – 4:31
8. "Eat It" – 3:17
9. "Mr. Popeil" – 4:40
10. "I Lost on Jeopardy" – 3:27
11. "Buy Me a Condo" – 3:50
12. "King of Suede" – 4:11

As primeiras versões continham a versão do álbum de "My Bologna". O erro foi corrigido mais tarde.
Disco 2
1. "Yoda" – 3:56
2. "This Is The Life" – 2:59
3. "Like a Surgeon" – 4:02
4. "One More Minute" – 4:02
5. "I Want a New Duck" – 3:01
6. "Dare to Be Stupid" – 3:25
7. "Hooked on Polkas" – 3:50
8. "Addicted to Spuds" – 3:46
9. "Dog Eat Dog" – 3:42
10. "Here's Johnny" – 3:23
11. "Living with a Hernia" – 3:18
12. "Christmas at Ground Zero" – 3:07

Disco 3
1. "Lasagna" – 2:44
2. "Good Old Days" – 3:19
3. "Fat" – 4:52
4. "Melanie" – 3:57
5. "I Think I'm a Clone Now" – 3:18
6. "You Make Me" – 3:03
7. "Alimony" – 3:11
8. "UHF" (versão do single)" – 3:49
9. "Money for Nothing/Beverly Hillbillies*" – 3:08
10. "The Biggest Ball of Twine in Minnesota" – 6:50
11. "Spam" – 3:12
12. "Generic Blues" – 4:34

Disco 4
1. "Polka Your Eyes Out" – 3:49
2. "You Don't Love Me Anymore" – 4:01
3. "Smells Like Nirvana" – 3:42
4. "When I Was Your Age" – 4:35
5. "I Can't Watch This" – 3:27
6. "Trigger Happy" – 3:44
7. "Taco Grande" – 3:42
8. "Bedrock Anthem" – 3:40
9. "Harvey The Wonder Hamster" – 0:21
10. "Achy Breaky Song" – 3:23
11. "Livin' in the Fridge" – 3:30
12. "Frank's 2000" TV" – 4:03
13. "Jurassic Park" – 3:53
14. "Headline News" (Paródia de "Mmm Mmm Mmm Mmm", por Crash Test Dummies) – 3:46